# Dalibor Holý
Dalibor Holý (* 6. prosince 1969 Praha) je český statistik a odborník na pracovní trh.

## Životopis
Dalibor Holý se narodil 6. prosince 1969 v Praze. V roce 1994 ukončil studium na Pedagogická fakultě Univerzity Karlovy, obor učitelství s aprobací matematika – společenské vědy. V letech 1998–2000 absolvoval při zaměstnání specializované postgraduální studium na Vysoké škole ekonomické v Praze, obor statistika.
Od roku 1996 působí na Českém statistickém úřadě, od roku 2010 jako ředitel odboru statistiky trhu práce a rovných příležitostí. Ve své činnosti úzce spolupracuje s orgány Evropské unie, přijal gesci za řadu nařízení EU a podílel se na jejich přípravě v rámci pracovních skupin Eurostatu. Jako project manager vedl několik grantových projektů Evropské komise ke statistice.
Věnuje se tématu rovnosti žen a mužů, mezinárodní Klasifikaci zaměstnání (ISCO), vedl meziresortní tým k přípravě přechodu na novou verzi (CZ-ISCO); spolupracoval se sítí expertů na přípravě Evropské socio-ekonomické klasifikace (ESeG). V letech 2016 až 2018 byl členem Odborné komise pro rodinnou politiku Ministerstva práce a sociálních věcí ČR, která připravovala vládní Koncepci rodinné politiky. Od roku 2019 člen Vědecké rady Ministerstva práce a sociálních věcí ČR.
Mimo zaměstnání se účastnil jako spoluřešitel přípravy dvou expertních studií:
- Předpokládané dopady vstupu do EU na životní úroveň obyvatel ČR. Projekt pro Ministerstvo zahraničních věcí ČR, 2002;
- Analýza a předpokládaný vývoj hraničních oblastí ČR-SRN. Projekt pro Ministerstvo zahraničních věcí ČR, 2003.

Je spoluautorem knihy Cesty k datům. Zdroje a management sociálněvědních dat v České republice, SLON Praha 2012.

## Veřejná činnost
Jako odborný mluvčí ČSÚ pro oblast statistiky trhu práce a rovné příležitosti poskytl množství rozhovorů do médií, je spojen s tématy pracovního trhu, mezd či působení cizinců v ČR, a je často citován. Sám publikoval řadu článků v českých a slovenských časopisech či denících, populárních i odborných (především časopis Statistika). Od roku 2013 je redaktorem časopisu Statistika & my.
Ve volném čase se občansky angažuje, spolupracuje s řadou občanských sdružení a s odborovými organizacemi.